# لاله آکگون

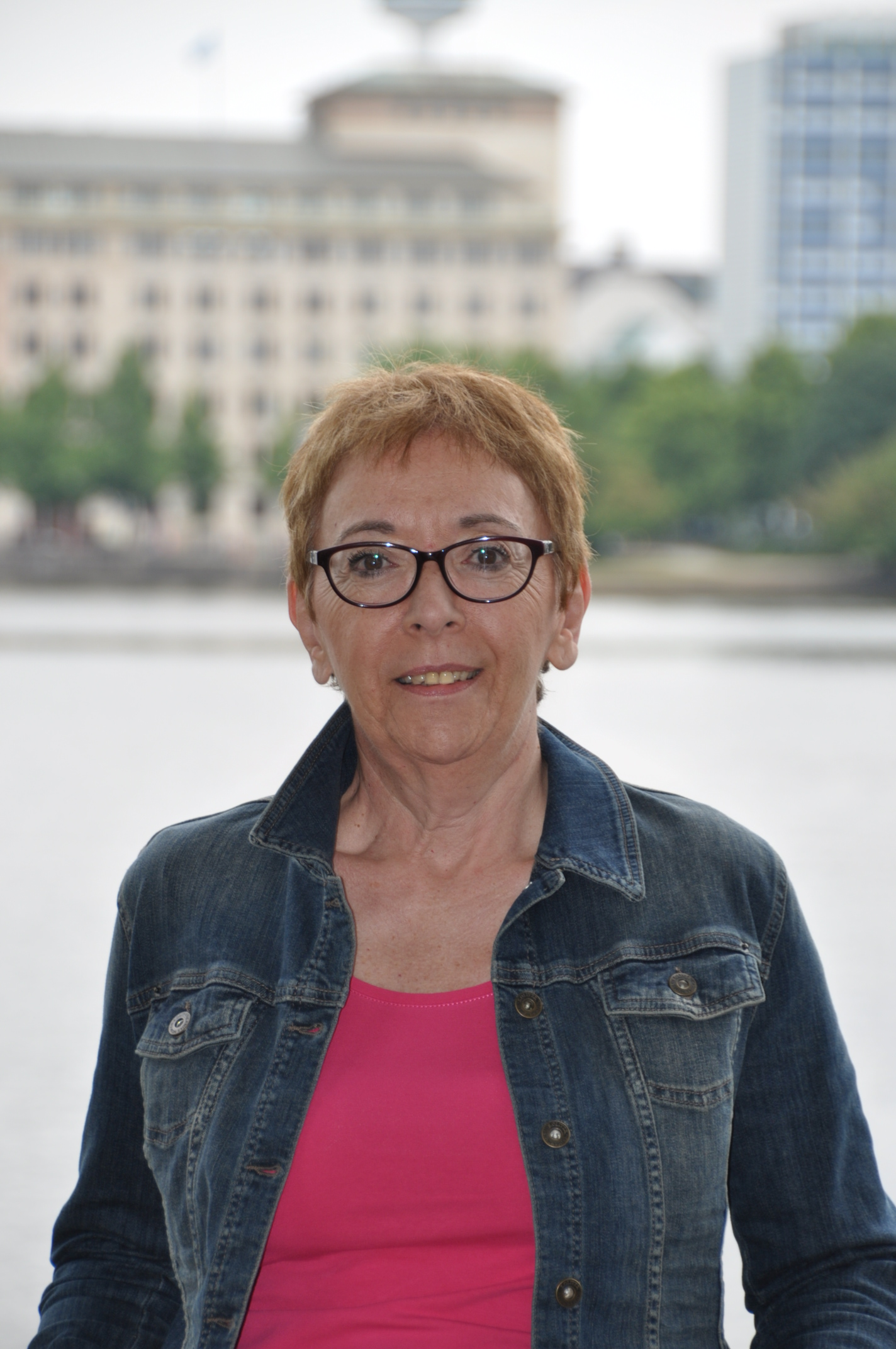
تصویری از لاله آکگون

لاله آکگون (انگلیسی: Lale Akgün) یک سیاستمدار اهل آلمان است. وی اصالتاً اهل ترکیه هست که در سن ۹ سالگی توسط خانواده اش به آلمان مهاجرت کردند.